# Hare & Tortoise
Hare & Tortoise — настільна гра, що симулює перегони. Гра обходиться без гральних кубиків, а стратегічні елементи переважають над незначним впливом випадковості через подійні карти. Гру винайшов 1973 року англієць Девід Парлетт. У 1974 році її видала Intellect Games у Великій Британії під назвою Hare and Tortoise («Заєць і Черепаха»). У 1978 році Ravensburger випустив цю сімейну гру в Німеччині. У 1979 році вона стала першою грою, що отримала премію Spiel des Jahres. На сьогодні продано понад два мільйони копій десятьма мовами. У 2000 році Abacusspiele випустив нове німецьке видання під назвою Hase & Igel. Гра стала класикою настільних ігор не лише в Німеччині, але й у всьому світі.

## Правила

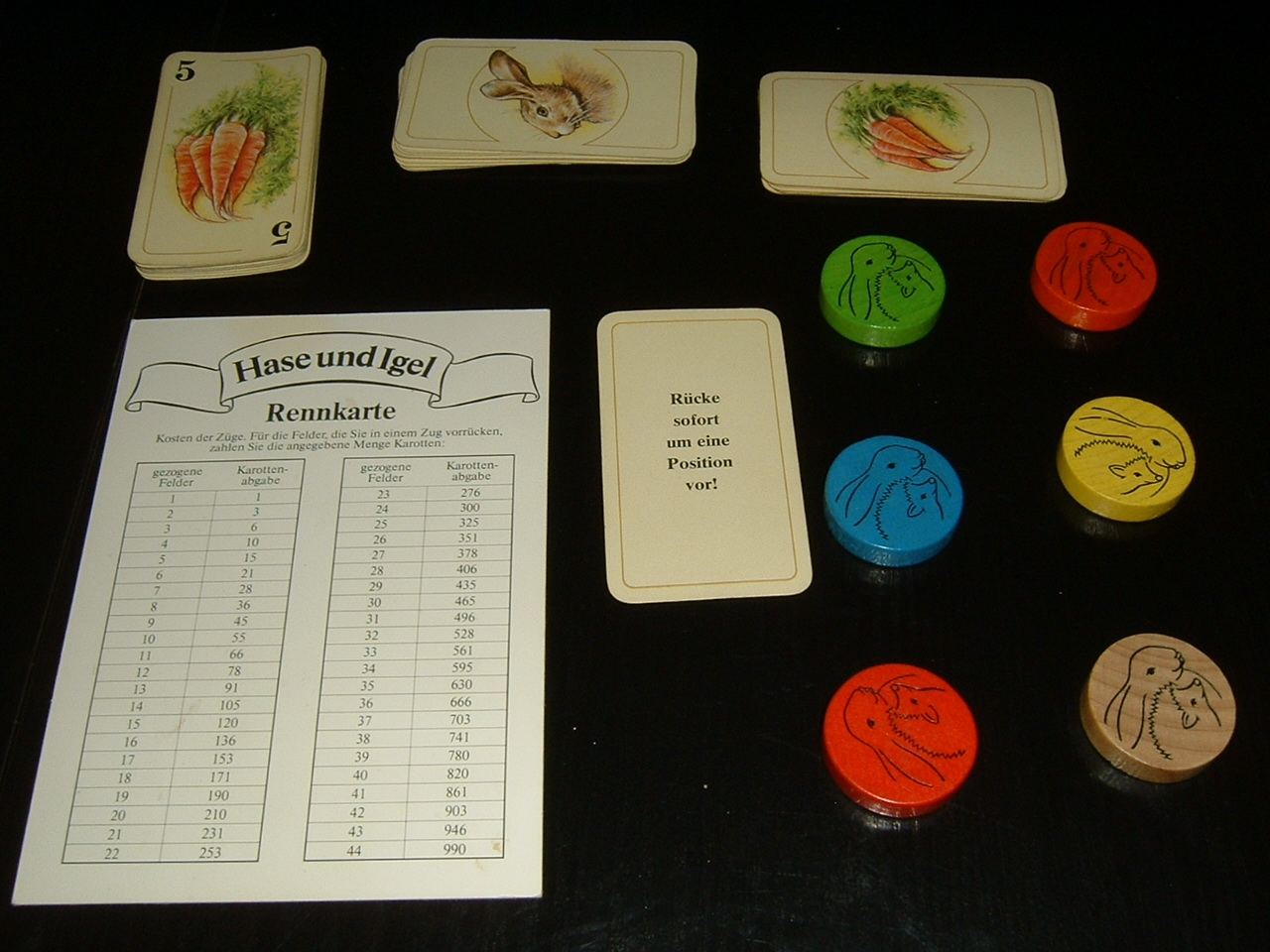
Елементи гри «Hare & Tortoise»

Гравці виступають у ролі зайців, кожен з яких на початку гри має 68 морквин (або 98 морквин за участі п'яти чи більше гравців) та три салати як «корм» у вигляді карток. Гравець сам вирішує, на яке поле перемістити свою фішку. Салати необхідно «з'їсти» на спеціальних «салатних полях» протягом гри, а в кінці гри гравець може нести до фінішу не більше певної кількості морквин.
Ключовим елементом гри є «оплата» за пересування, яка потребує дедалі більше морквин, що далі переміщується заєць. Наприклад, стрибок на три поля коштує 1+2+3=6 морквин, а на чотири поля — 1+2+3+4=10 морквин. Щоб полегшити підрахунки, кожен гравець отримує «гоночну карту» з уже розрахованими витратами. Для поповнення запасу морквин можна рухатися назад на «їжакові поля», що приносить 10 морквин за кожне поле. Також передбачення правильної позиції в гонці на певних «позиційних полях» приносить додаткові морквини.
Невеликий елемент випадковості присутній на «заячих полях», де гравець тягне подійну карту, яка може мати як позитивні, так і негативні наслідки.

### Умови перемоги
Перемагає той заєць, який першим дістанеться до фінішного поля. При цьому він не повинен мати жодного салату і не більше 10 морквин. Якщо гравець зібрав забагато морквин, він може «відпочивати» (пропускати хід) на певних полях, «з'їдаючи» по 10 морквин за раз. Інший спосіб позбутися зайвих морквин — зробити великий відступ на їжакове поле, хоча це приносить додаткові морквини, які потім доведеться витратити на «великий стрибок» до фінішу.

## Зміни в новому виданні
Видавець Abacusspiele у новому виданні вніс зміни щодо розташування полів та правил для «заячих карт». Завдяки зменшенню впливу випадковості гра стала ще більш орієнтованою на тактику та стратегію. Оригінальна версія доступна у Ravensburger.